# Мушфиг, Микаил
Микаил Мирза Абдулкадыр оглы Исмаилзаде (псевдоним Мушфик, Мюшфик, более известен как Микаил Мушфиг; азерб. Mikayıl Əbdülqadir oğlu İsmayılzadə, по азербайджанской кириллице Микајыл Мирзә Әбдүлгадир оғлу Исмајылзадә; 5 июня 1908, Баку, Российская империя — 5 января 1938) — азербайджанский советский, азербайджанский тюркский поэт, который несмотря на свою короткую жизнь оставил значительный след в азербайджанской литературе.
Является автором многих стихов, воспевающих любовь и красоту. В стихах он также выражал свои взгляды на социально-культурные вопросы. 
Стал жертвой сталинского Большого террора 1937—1938 годов; был посмертно реабилитирован.

## Жизненный путь

### Ранние годы
Микаил Исмаилзаде родился 5 июня 1908 года в Баку. В Литературной энциклопедии датой его рождения назван 1906 год, а в Большой Советской Энциклопедии — август 1908 года. Согласно азербайджанскому историку Нуриде Гулиевой являлся татом.
Его отец Мирза Кадыр, который был учителем бакинской школы «Саадат» («Счастье»), также писал стихи и даже является автором либретто для оперы композитора А.-М. Магомаева «Шах Исмаил». Он скончался в 1914 году. У Мушфика была старшая сестра Баладжа Ханум (1906 г.р.).
В раннем возрасте Мушфик потерял родителей и его родные взяли осиротевшего малыша под свою опеку. В 1915 году он поступил в русско-татарскую школу, а в 1920 году — в бакинскую учительскую семинарию. Начиная с 1927 и по 1931 год Мушфик учился в Азербайджанском государственном университете.
Будучи учеником, у него проявился глубокий интерес к литературе, особенно к поэзии, и начиная с 1926 года Мушфик стал писать. Он примкнул к обществу революционных писателей «Кызыл Калам» (Красное перо).
Поэт приветствовал переход в Азербайджане в 1920-е годы с арабского алфавита на латинский. Он надеялся, что таким образом в Азербайджане и других странах Востока удастся победить неграмотность. Он также выступал активным пропагандистом традиционных азербайджанских музыкальных инструментов, которые были запрещены тогдашним режимом.

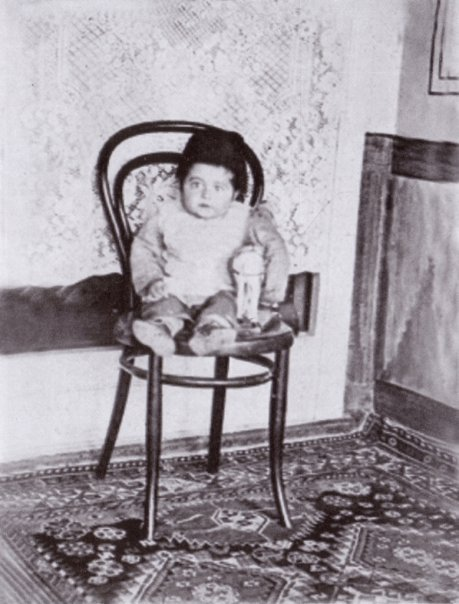
Микаил Мушфиг в 1910 году.
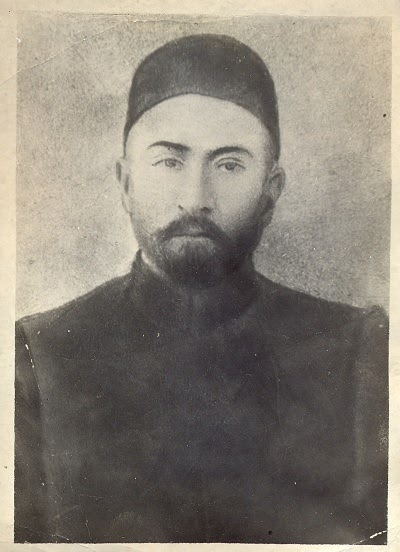
Мирза Кадыр Исмаилзаде — отец Микаила Мушфига
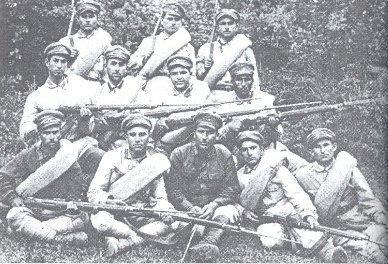
Микаил Мушфиг (второй слева в первом ряду) в армейские годы.
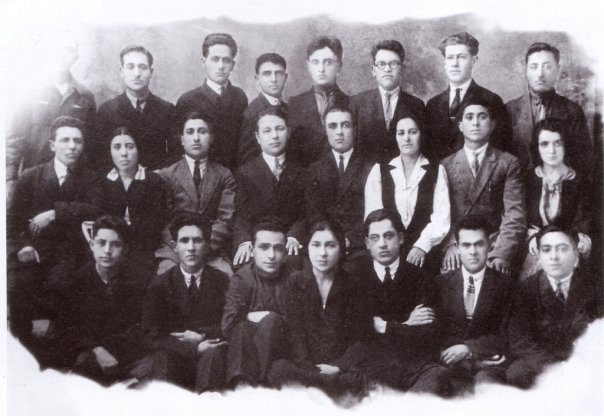
Микаил Мушфиг (четвёртый слева в последнем ряду) в студенческие годы. 1927 год.
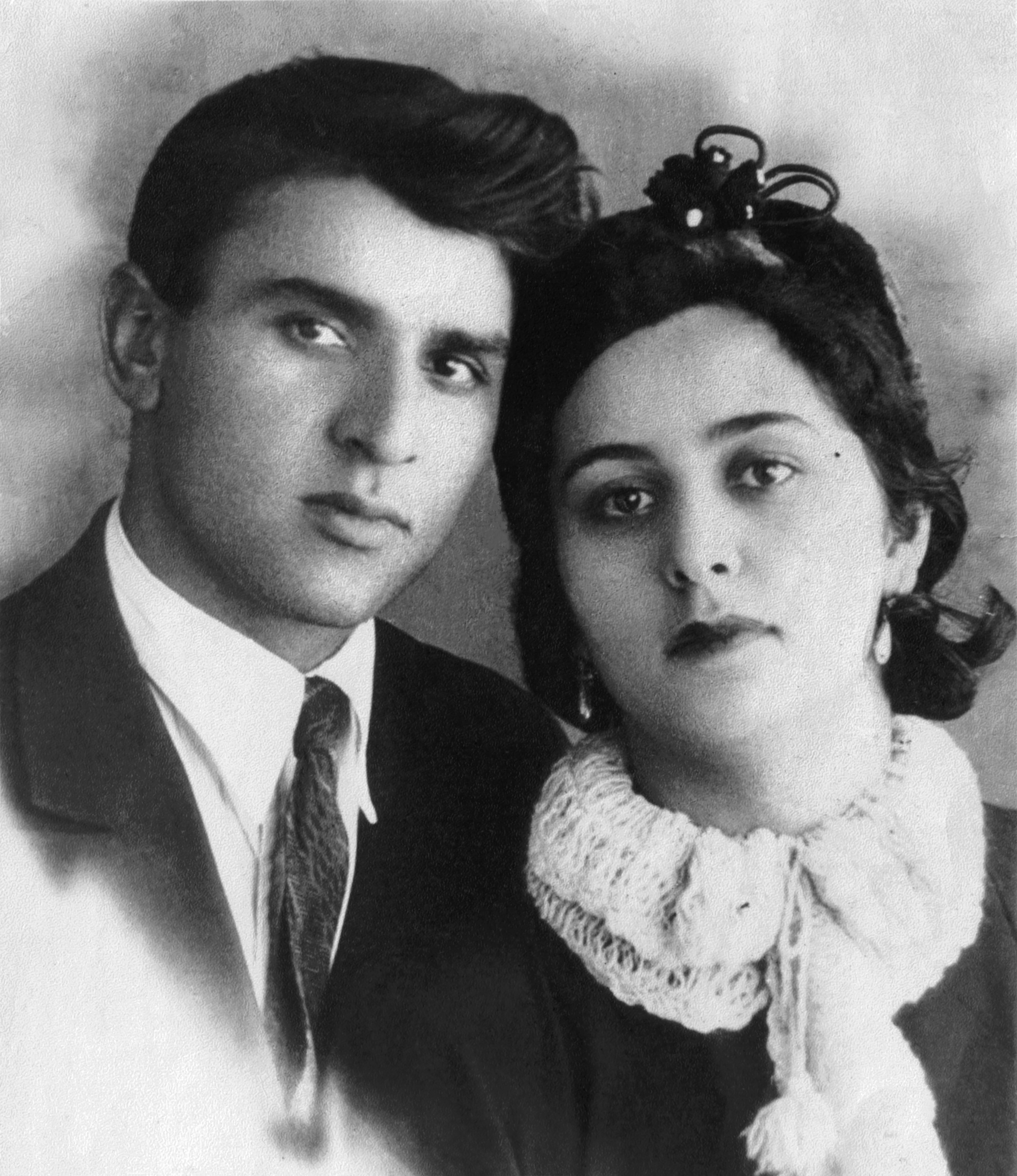
С супругой, Дильбар Ахундзаде.

### Арест и казнь
В конце 1920-х годов, после ожесточённой внутрипартийной борьбы, к власти в стране приходит И. В. Сталин. Отстаивая идею о построении социализма в отдельно взятой стране, он берёт курс на форсированную индустриализацию, коллективизацию и построение плановой экономики.
Из воспоминаний следует, что Мушфик искренне принимал строй, при котором жил. Согласно воспоминаниям азербайджанских писателей, относящихся к 1955 году, «произведение М. Мушфика „Сталин“ было тогда самым сильных из всех стихотворений, написанных в то время о Сталине».
Между тем, Сталинское правление сопровождалось массовыми репрессиями. Сформулированная «вождём народов» концепция «усиления классовой борьбы по мере завершения строительства социализма», вскоре стала идеологической основой для репрессий, массовый пик которых пришёлся на 1937—1938 годы.
На XII съезд АКП(б), состоявшемся 11-12 января 1934 года, с Отчётным докладом выступил новый руководитель Азербайджанской ССР М. Д. Багиров, в котором он коснулся успехов партии в деле формирования новой и перевоспитания старой интеллигенции: «ряд бывших буржуазных тюркских писателей перестраиваются и неплохо. Возьмём, например, Гусейн Джавида, Мушвига, Джабарлы. Они перестраиваются медленно, туго, но всё-таки чувствуется, что человек перестраивается». Но уже на XIII съезде АКП(б), прошедшем в июне 1937 года, Багиров в отношении Мушфига и других литераторов выразился «мразь!».
Согласно поэту Я. В. Смелякову, Мушфик стал «жертвой клеветнического доноса». Его арестовали в ночь на 4 июня 1937 года и уже на следующий день допросили. За собой он никакой вины не признал, но при этом сказал, что какие-то студенты в 1930 году пытались его втянуть в националистическую организацию, но он отказался.
8 июня газета «Правда» опубликовала статью писателя и журналиста Г. Е. Рыклина, посвящённая ситуации в Союзе писателей Азербайджана. В связи с этим было вскоре организовано общее собрание членов и кандидатов в члены Союза писателей Азербайджана, на котором Мушфик был заочно исключён из Союза писателей. На том же собрании литературный деятель Асад Ахундов был обвинён в покровительстве Мушфику и ещё ряду лиц в издании их «контрреволюционных» произведений.
Начиная с 6 июня и по 20 октября, какие-либо документы в деле Мушфика отсутствуют, но затем идут протокол допроса от 20 и 21 октября и дополнительный протокол от 27 октября. Мушфику пришлось заявить, что он подпал под контрреволюционное влияние своего учителя, когда ещё находился в последнем классе школы. В последующем, как заявил поэт, он имел дружбу с писателями-«националистами».
Согласно данному им признанию, он с 1935 года состоял членом «организации». Это случилось после того, как председатель Союза писателей Азербайджана Алекперли дал Мушфику «задание протаскивать контрреволюционный национализм в произведениях». От поэта потребовали, чтоб он предоставил список лиц, с которыми вёл «контрреволюционные разговоры об угнетении Азербайджана в СССР», но около половины названных Мушфиком писателей даже не было арестовано. Имеются показания, которые Мушфик дал против поэта С. Вургуна. При этом Мушфик отказался назвать тех, кого лично завербовал. Он также не признал, что «завербовал в организацию» мужа своей сестры, но при этом заявил, что личные отношение между ним и зятем были плохими и потому вербовки не было. Зато на Мушфика давали показания другие лица. Например, есть рассказ Алекперли о том, как он завербовал Мушфика.
Пока Мушфик находился в заключении, была осуждена его сестра Баладжа Ханум Исмаилова-Шукюрли.  Заседание спецколлегии Верховного суда Азербайджанской ССР состоялось 31 декабря. Баладжу Ханум Исмаилову-Шукюрли приговорили к 6 годам лагерей без права на кассацию.
К тому времени завершилось следствие по делу самого Мушфика. 29 октября Цинман составил обвинительное заключение, а 31 числа оно было подписано наркомом внутренних дел Азербайджанской ССР Сумбатовым. В «Списке лиц, подлежащих суду Военной коллегии Верховного суда Союза ССР» по Азербайджанской ССР (так называемом Сталинском расстрельном списке), утверждённом 7 декабря 1937, фигурирует Исмаил заде Микаил Мушфик Кадыр оглы, который подлежал наказанию по I категории, означавшей расстрел. На документе стояли подписи Сталина, А. А. Жданова и В. М. Молотова. 1 января 1938 года на обвинительном заключении появилась виза московского прокурора Розовского. Под Новый год прибыла «тройка», состоящая из председателя (диввоенюрист И. Т. Никитченко), двух членов (диввоенюрист Иевлев и бригвоенюрист Ищенко) и одного секретаря (военюрист 2-го класса Кудрявцев).
Суд над Мушфиком начался в 11:20 часов 5 января и продолжался до 11:40. Поэта приговорили к смертной казни и в тот же день расстреляли. Дата смерти, указанная в статье поэта Я. В. Смелякова — 12 марта 1939 года, является вымышленной. Тем не менее, эту дату повторяют Азербайджанская советская энциклопедия и Большая Советская Энциклопедия.
После смерти Сталина началась волна реабилитаций. Судебное постановление о реабилитации Мушфика датировано 23 маем 1956 года.
В октябре 2018 года во время поисковых работ, проведённых в поселке Пута Гарадагского района Азербайджана были найдены останки, принадлежность которых предположительно относится к Микаилу Мушфигу. По приказу президента Азербайджанской Республики с целью изучения принадлежности останков и проведение экспертизы ДНК была создана рабочая группа, члены которой являются представителями НАНА и Министерства Культуры Азербайджана.

## Творчество Микаила Мушфига
При жизни Мушфика, Г. Назарли писал, что в ранних произведениях поэта присутствовали следы влияния пантюркизма и национально-буржуазного патриотизма, но затем в его творчестве произошёл поворот к революционному интернационализму.
Поэзия Мушфика значительно повлияла на развитие азербайджанской советской лирики, при этом современное содержание им, впервые в азербайджанской поэзии, было выражено посредством классической формы, таких как метрики аруза, символики и т. п.
Основным содержанием его поэзии являлись романтика революции, героика борьбы за социализм. Авторы «Очерка истории азербайджанской советской литературы», подготовленного совместно Институтом литературы и языка имени Низами АН Азербайджанской ССР и отделом советской литературы Института мировой литературы имени А. М. Горького АН СССР, указывали, что героика революции занимает особое место в лирике поэта.

### Раннее творчество

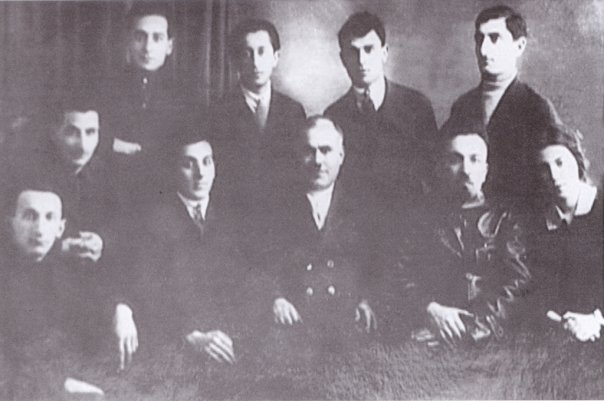
Микаил Мушфиг с коллегами писателями. В верхнем ряду, второй справа

Ещё в ученические годы у Микаила проявляется глубокий интерес к литературе и особенно к поэзии. Он начал писать стихи в 1926 году, в 18 летнем возрасте и за короткое время стал одним из самых признанных азербайджанских поэтов. В период с 1930 по 1935 годы он издает десять сборников стихов. Наряду с такими знаменитыми азербайджанскими поэтами того времени, как Самед Вургун, Сулейман Рустам, Расул Рза и др., которые создали первые образцы советской азербайджанской поэзии, Микаил Мушфиг также плодотворно разрабатывал современную тему, затрагивая в своих произведениях созидательную деятельность освобожденного народа.

### Поэмы
Поэмы занимают большое место в творчестве Мушфига. Наиболее знаменитыми из его поэм были: «Гая», «Мой друг», «Среди буровых», «Пастух», «Дядя Джаби» и другие. Главное достоинство эпических произведений поэта составляют полнота характеров его героев, хорошо построенный сюжет, драматизм событий и естественность диалогов. В его поэмах убедительно раскрывается внутренний мир людей.
Поэма Микаила Мушфига — «Среди буровых» — является одним из первых произведений азербайджанской поэзии, которые посвящены труду нефтяников. В поэме показывается жизнь нефтяников одного из бакинских нефтяных промыслов, раскрываются характеры героев, духовный мир человека. Автор показывает, как самоотверженный труд переделывает сознание людей.
А в сатирической поэме «Мой друг» поэт высмеивает алчных, пустых и лишённых каких бы то ни было принципов и убеждений в жизни людей. Тонкий юмор, которым пронизана эта поэма, авторские отступления и афоризмы привлекают внимание любителей сатирического жанра.

## Память о Мушфиге

### Увековеченная память
- Одна из административно-территориальных единиц Карадагского района города Баку названа в честь поэта Мушфигабадом.[26]
- На проспекте Строителей в Баку воздвигнут памятник поэту[27]
- Памятник Микаилу Мушфигу установлен по дороге в Хызы. Там же расположен памятный музей посвящённый поэту[28].
- Именем Микаила Мушфига названы улицы в городах Баку, Огуз и Габала.
- В настоящее время в 7 микрорайоне идёт строительство станции «Микаил Мушфиг» Бакинского метрополитена.
- С 1968 года школа № 18 города Баку носит имя Микаила Мушфига.
- Его именем в 1975 году названа школа в Гяндже.
- 100-летнему юбилею поэта посвящена почтовая марка Азербайджана, выпущенная в 2008 году компанией «Азермарка».
- B 2020 году была написана оратория «Элегии Мушфига»  композитором Джаванширом Гулиевым[29]. Оратория посвящена трагической судьбе выдающегося поэта Микаила Мушфига[30]. Автором либретто стал поэт Сабир Рустамханлы[31].

### 100-летний юбилей поэта

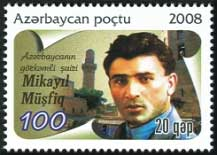
Почтовая марка Азербайджана, посвящённая 100-летнему юбилею поэта.

В 2008 году президент Азербайджана Ильхам Алиев издал Распоряжение о праздновании 100-летия Микаила Мушфига, юбилей которого широко отмечался во всех регионах страны. Проводились дни Мушфига, вечера поэзии и другие мероприятия.
Постоянное представительство Азербайджана при ЮНЕСКО обратилось к Организации с просьбой принять участие в 2008 году в мероприятиях по случаю 100-летия со дня рождения поэта.
С 8 по 10 ноября 2008 года, в азербайджанском городе Шеки, при организации Министерства культуры и туризма Азербайджана был проведён III Общереспубликанский конкурс художественного чтения «Deyilən söz yadigardır» («Сказанное слово — память»), посвящённый 100-летнему юбилею Микаила Мушфига. По итогам мероприятия, проведённого в зале Шекинского Государственного Драматического театра, победители и призёры конкурса получили дипломы и денежные призы.